# Pseudomonadaceae
As pseudomonadáceas (Pseudomonadaceae) são uma família de bactérias Gram negativas aeróbicas, cujo género tipo é Pseudomonas, que inclui actualmente outros nove géneros. Foi recentemente publicado que os dois géneros que pertenciam à família das Azotobacteraceae deveriam ser considerados pertencentes a esta família também.
Pseudomonas aeruginosa é uma das espécies mais importantes da família, e é reconhecida como um patógeno emergente com relevância clínica, que apresenta uma crescente resistência a antibióticos.

## História
Pseudomónada significa literalmente "falsa unidade". O termo "mónada" foi muito utilizado na literatura microbiológica inicial para se referir a organismos unicelulares. Devido à sua ampla distribuição na natureza, as pseudomonads foram bastante observadas desde os primórdios da microbiologia. Em 1894 foi criado o nome genérico Pseudomonas para estes organismos, do qual deriva o nome da família, criada em 1917. Inicialmente foram incluídas muitas espécies neste género, mas depois foram classificadas noutros géneros da família. Mais recentemente foram incluídas nesta família géneros pertencentes à família Acetobacteraceae.

## Características
- São oxidases positivas, devido à presença da enzima citocromo c oxidase
- Não fermentativas
- Muitas metabolizam a glicose por via do Entner Doudoroff mediada pelas enzimas 6 fosfogliceraldehido deshidroxenase e aldolase
- Flagelos polares que lhes conferem mobilidade
- Muitos membros produzem derivados do pigmento fluorescente pioverdina.[5]

A presença de oxidase, flagelos polares e a incapacidade de realizar fermentações distinguem as pseudomónadas das Enterobacteriaceae.
Versátil em utilizar diferentes fontes de carbono. Uma única espécie é capaz de metabolizar mais de 50 tipos de fontes de carbono. Utilizadas também como tratamento de efluentes e em biorremediação.